# SieMatic
SieMatic est un fabricant de cuisines allemand. Cette entreprise a été fondée en 1929 et son siège social est situé à Löhne, en Rhénanie-du-Nord-Westphalie. Elle livre ses produits dans plus de 60 pays du monde entier. SieMatic fait partie des marques de luxe allemandes les plus connues. Ulrich W. Siekmann, administrateur-délégué de SieMatic depuis 1998, représente la troisième génération de sa famille à diriger la société,.
En 2007, l’entreprise a atteint un chiffre d’affaires de 130.1 millions d’euros et elle comptait environ 500 employés en 2012,.

## Historique

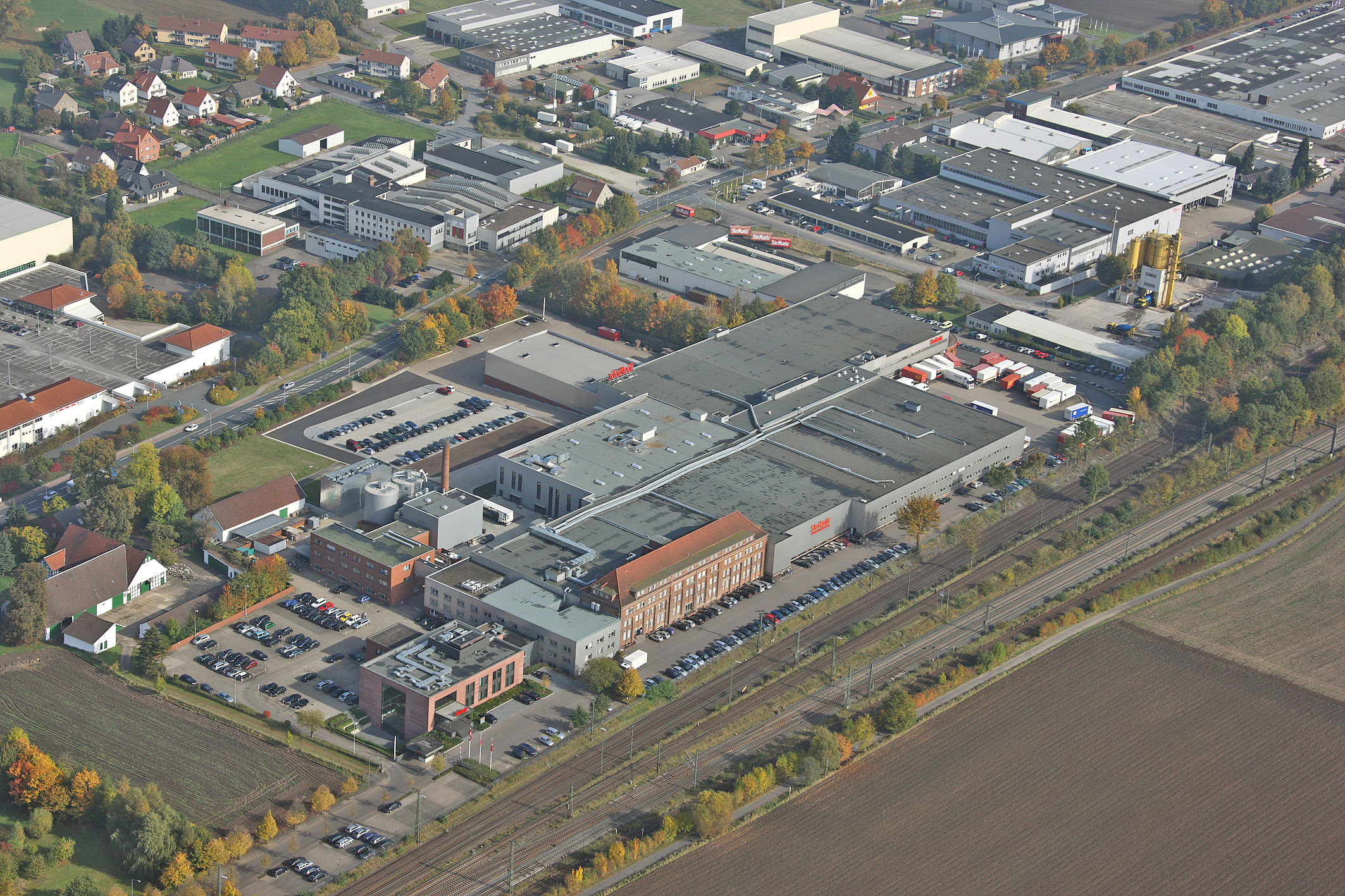
siège SieMatic à Löhne (2008)

Dans les années 1920, August Siekmann créa une usine de production de meubles de cuisine sur un terrain de la société ferroviaire de Cologne-Minden. Durant la Seconde Guerre mondiale, une grande partie du site de l’usine fut détruite mais l'entreprise reprit la production de cuisines dès 1946. En 1960, SieMatic présenta la première cuisine sans poignées sur les façades de porte grâce aux barres-poignées intégrées. À partir de ce moment, le nom SieMatic fut adopté par toute l’entreprise, à la fois comme marque et comme nom officiel de la société. La capacité de production de l’usine principale de Löhne fut considérablement augmentée au début des années 1970. Pour la première fois, l'entreprise enregistra alors un chiffre d’affaires dépassant les 100 millions de marks et ouvrit des filiales dans d’autres pays européens. En 1979, SieMatic entra sur le marché américain en y ouvrant une filiale. Dans les années 1990, SieMatic fut parmi les premiers fabricants de meubles de cuisine à utiliser des panneaux de fibres à densité moyenne (MDF) pour ses produits. En 2004, SieMatic ouvrit un hall d’exposition à son siège social, « l’August Wilhelm Siekmann Forum », qui est encore ouvert aujourd’hui. L’entreprise érigea également un centre logistique à proximité de son siège social à Löhne.

## Produits

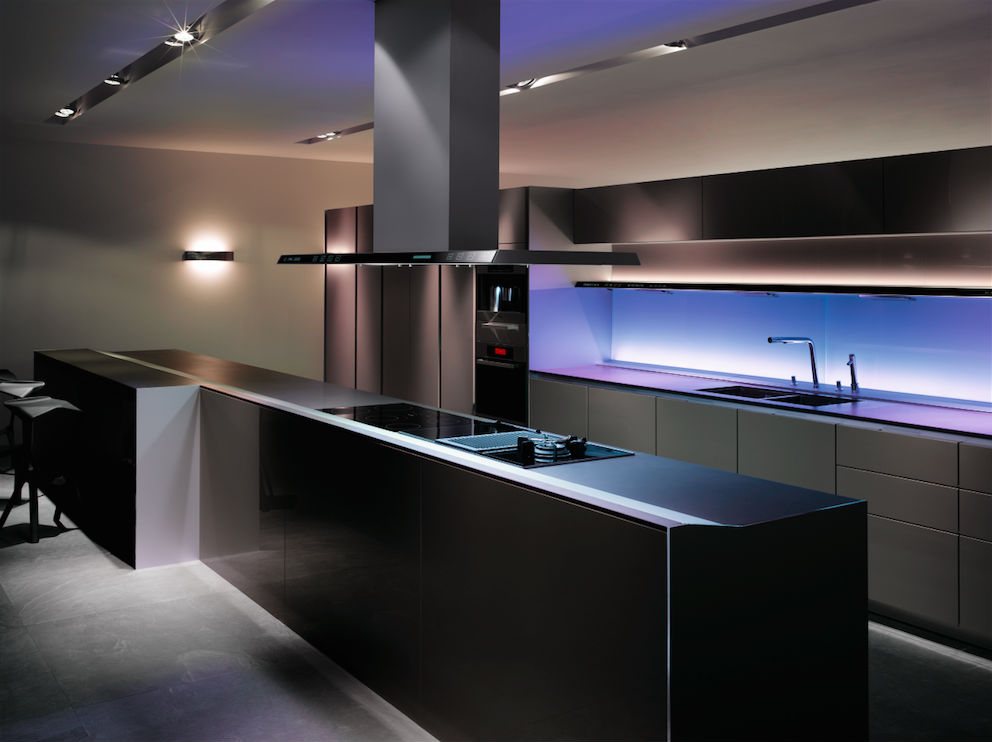
SieMatic S1 edition noir

SieMatic fabrique des meubles de cuisine, y compris des caissons, des plans de travail, des systèmes d’organisation intérieure et des accessoires. L’un des produits les plus connus de l’entreprise est la S1, une cuisine sans poignées lancée en 2008 qui intégrait l’éclairage et des systèmes multimédias au sein des caissons ; elle a été récompensée par divers prix dont le Red Dot Design Award. Depuis, SieMatic a également créé la S2 et la S3, des produits similaires correspondant à différents niveaux de prix,. Plus récemment, SieMatic a commencé à catégoriser ses cuisines en « univers de style » au lieu de gammes de produits. À compter de 2016, les différents univers de style de la société sont dénommés Classic, Pure et Urban,.
Depuis plusieurs années, les copeaux et la poussière de bois accumulés durant la production dans l’usine SieMatic de Löhne sont collectés puis utilisés comme source d’énergie pour chauffer le siège social de la société. En 2016, le site de production de SieMatic s’étend sur plus de 70 000 m².

## Ventes

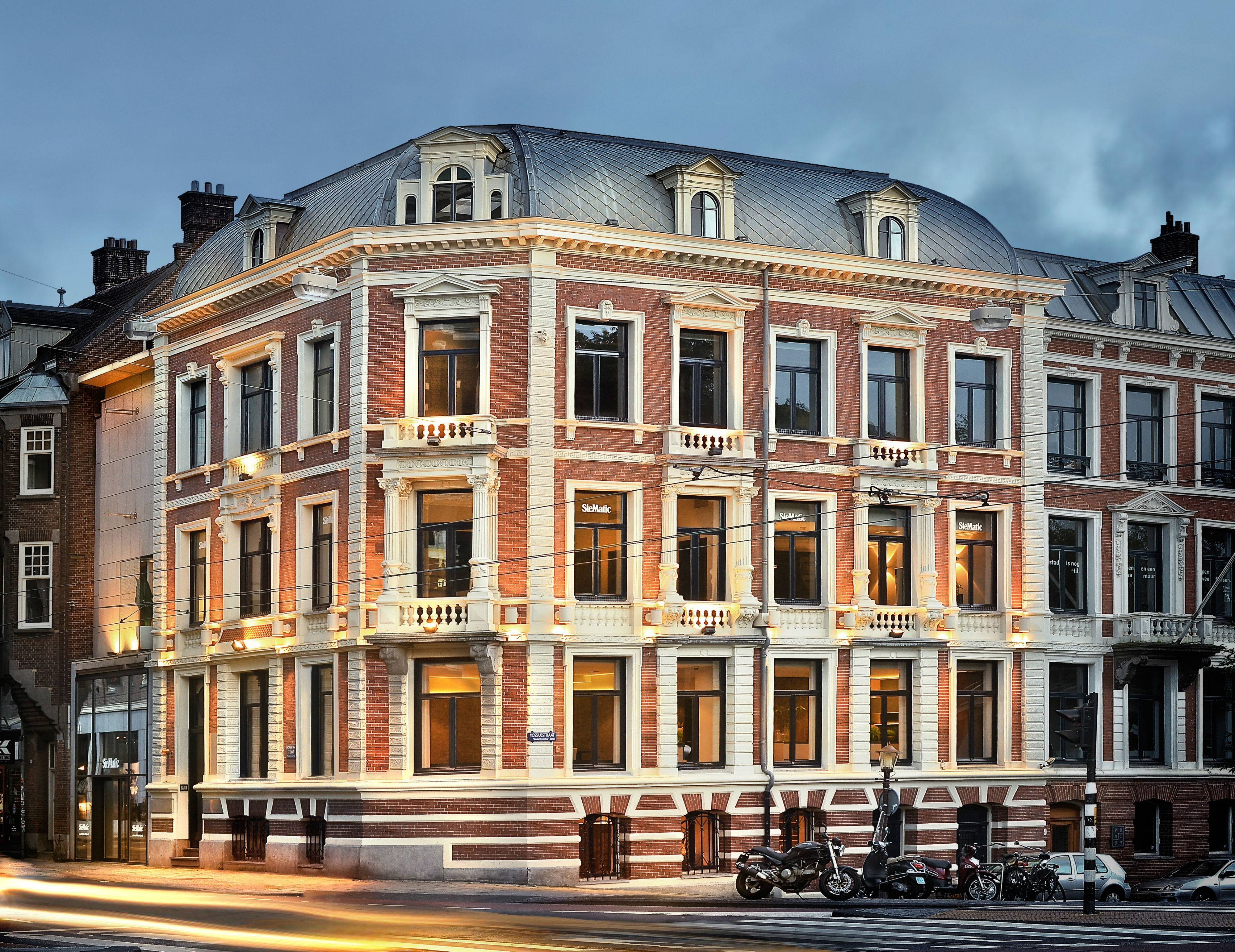
Vondelpark boutique (2014)

Il existe des revendeurs SieMatic dans des villes du monde entier dont Chicago, Dubai, Dublin, Oslo et Séoul. L’entreprise possède et dirige aussi des flagship stores à Amsterdam, Pékin et New York. Le magasin d’exposition de Midtown à Manhattan a remporté le prix « Showroom of the Year 2014 » dans la catégorie « Kitchen and Bath Business ». SieMatic est également présent sur le marché des locaux commerciaux [22] et ses cuisines ont également été choisies pour des projets immobiliers de luxe tels que les résidences Ritz-Carlton à Chicago,.
La clientèle de SieMatic inclut aussi l’ancien pape Benoit XVI, qui a fait installer une cuisine SieMatic dans le Palais apostolique. L’équipe de football Arminia Bielefeld possède des cuisines SieMatic dans les loges de luxe de son stade.